# Conductance thermique
La conductance thermique (notée souvent UA) est une grandeur physique caractérisant un échange thermique conductif en régime statique.
Elle s'exprime en watts par kelvin (W.K-1 ou W/K).
Elle est définie comme l'inverse de la résistance thermique de conduction qui s'exprime en kelvins par watt.
{\displaystyle UA=U\cdot A={\frac {1}{R}}}
avec :
- U - coefficient de transfert thermique (W/(m2.K)) ;
- A - surface d'échange (m2) ;
- R - résistance thermique (K/W).

La conductance thermique caractérise le flux de chaleur traversant un milieu conductif :
{\displaystyle {\big .}UA={\frac {\Phi }{\Delta T}}}
avec :
- {\displaystyle \Phi } - flux thermique (W) ;
- {\displaystyle \Delta T} - écart de température (K).

Pour un matériau homogène de conductivité thermique {\displaystyle \lambda }, d'épaisseur e et de surface A, la conductance thermique pour un flux homogène unidimensionnel vaut :
{\displaystyle UA={\frac {\lambda \cdot A}{e}}}.